# 伯爍縣
伯烁县（越南语：／），又译“巴托县”，是越南清化省下辖的一个县。面积777.2平方公里，2018年总人口105000人。

## 名称来源
伯烁县以勤王運動中的反法義軍領袖琹伯爍的名字命名。

## 地理
伯烁县东接石城县，东南接锦水县，南接玉勒县和良政县，西接关山县和关化县，北接和平省枚州县、新乐县和乐山县。

## 历史
1945年11月，关化州析置伯烁州，以原新化州为伯烁州管辖区域:295。
1948年3月25日，北越政府改州为县，伯烁州改为伯烁县。
1956年，陇文社划归和平省新乐县和乐山县管辖。
1964年4月2日，国成社分设为陇高社、成山社、成林社、陇粘社、古陇社，湖田社分设为田炉社、田光社、田上社、田下社，良中社析置下中社、良外社、良内社，文儒社析置铁继社、祈新社，林车社析置爱上社。
1965年2月9日，增设新立社。
1984年12月14日，田炉社析置田中社。
1994年8月23日，林车社析置梗娘市镇。
2019年10月16日，新立社和林车社并入梗娘市镇。

## 行政区划
伯烁县下辖1市镇20社，县莅梗娘市镇。
- 梗娘市镇（Thị trấn Cành Nàng）
- 爱上社（Xã Ái Thượng）
- 班功社（Xã Ban Công）
- 古陇社（Xã Cổ Lũng）
- 田下社（Xã Điền Hạ）
- 田炉社（Xã Điền Lư）
- 田光社（Xã Điền Quang）
- 田上社（Xã Điền Thượng）
- 田中社（Xã Điền Trung）
- 下中社（Xã Hạ Trung）
- 祈新社（Xã Kỳ Tân）
- 陇高社（Xã Lũng Cao）
- 陇粘社（Xã Lũng Niêm）
- 良外社（Xã Lương Ngoại）
- 良内社（Xã Lương Nội）
- 良中社（Xã Lương Trung）
- 成林社（Xã Thành Lâm）
- 成山社（Xã Thành Sơn）
- 铁继社（Xã Thiết Kế）
- 铁甕社（Xã Thiết Ống）
- 文儒社（Xã Văn Nho）

## 民族
伯烁县民族主要有芒族、傣族、京族等。